# نظائر الزئبق
هناك سبعة نظائر مستقرة للزئبق، 202 زئبق هو الأكثر وفرة (29.86٪). أطول النظائر المشعة عمرًا هو 194 زئبق مع نصف عمر 444 سنة و 203 زئبق مع نصف عمر 46.612 يوما. معظم النظائر المشعة الأربعين المتبقية لها نصف عمر أقل من يوم واحد. 199 Hg و 201 Hg هما النوى الأكثر نشاطًا في الرنين المغناطيسي النووي التي درست، ولديهما عدد كم مغزلي 1/2 و 3/2 على التوالي. جميع نظائر الزئبق إما مشعة أو مستقرة مما يعني أنه من المتوقع أن تكون مشعة ولكن لم يلاحظ أي تحلل فعلي. من المتوقع أن تخضع هذه النظائر إما لاضمحلال ألفا أو اضمحلال بيتا المضاعف.

## نظائر معينة

### زئبق 196
في حين أنه أندر نظير مستقر لعطارد بنسبة أقل من يورانيوم-235 في اليورانيوم الطبيعي، Hg-196 له بعض الأهمية النظرية في تخليق المعادن الثمينة عبر التحويل النووي لأنه يمكن - من الناحية النظرية - تحويله إلى نظير الذهب الوحيد المستقر 197Au عن طريق امتصاص النيوترون والانحلال اللاحق عن طريق التقاط الإلكترون. ونظرًا لأن الخطوة المكلفة لفصل النظائر يجب أن تسبق عملية التحويل المكلفة بالفعل فقد ظل هذا (اعتبارًا من عام 2022) في الغالب فضولًا نظريًا وليس مجالًا فعليًا للبحث.

### زئبق 198
عند وجود ما يقرب من 10٪ من الزئبق الطبيعي فإن الزئبق Hg-198 ليس متوفرًا بشكل خاص ولا نادرًا بشكل خاص. يحوي على مقطع عرضي لأشعة جاما غير مهملة للتفاعل (أشعة غاما، نيوترون) مع أشعة جاما 10 ميجا إلكترون فولت. يمكن أيضًا استخدام هذا التفاعل بالإضافة إلى العمل كمصدر نيوتروني محتمل لإنتاج Hg-197 وعبر إنتاج التقاط الإلكترون 197Au ذهب مستقر. بالنظر إلى أن الزئبق Hg-196 أكثر وفرة بنحو درجتين من حيث الحجم تقريبًا فإن الفصل النظيري المطلوب حتى أنه يتطلب خطوة أخرى لفصل Hg-196 الأخف وزئبق Hg-198 الأثقل يمكن تحقيقه مع عائد أفضل لأي معين جهد من الزئبق 196.

## اقرأ أيضًا
- نظائر النحاس
- نظائر الفضة